# Dasha (chanteuse)
Anna Dasha Novotny, dite Dasha, est une chanteuse américaine, née le 27 février 2000 à San Luis Obispo (Californie). Elle sort son premier EP, $hiny Things, en 2021, ainsi que deux albums : Dirty Blonde en 2023 et What Happens Now? en 2024. Sa chanson Austin, sortie le 17 novembre 2023, atteint la 18e place du Billboard Hot 100 en 2024.

## Biographie

### Jeunesse
Anna Dasha Novotny naît le 27 février 2000 à San Luis Obispo en Californie, elle a des origines tchèques. A l'âge de 5 ans, elle participe à des spectacles de comédie musicale. Elle danse le ballet et le hip-hop. Elle remporte des concours de poésie nationale à l'école et apprend à jouer de la guitare et du piano à l'âge de 8 ans. Son père est son tout premier manager et lui réserve des concerts dans des cafés à l'âge de 10 ans. Son frère, guitariste au sein du groupe Beauty School Dropout, l'aide à produire sa musique. A l'âge de 13 ans, elle sort sa première chanson,.
Elle étudie au lycée de San Luis Obispo, où elle joue Guys and Dolls (2016), Footloose (2017), Annie (2018), et Bye Bye Birdie (2018). Elle poursuit ses études à l'Université Belmont jusqu'au début de la pandémie de Covid-19, lorsqu'elle arrête ses études afin de poursuivre sa carrière musicale.

### Carrière
Dasha sort le single Don't Mean a Thing en avril 2020. Les singles Don't Mean a Thing, None of My Business, $hiny Things et 21st Birthday figurent sur l'EP $hiny Things sorti en 2021.
En novembre 2023, Dasha sort le single Austin, une incursion dans la musique country marquant sa première apparition dans le classement du Billboard et atteint la 19e place dans le Billboard Hot 100 en juin 2024. La chanson rencontre un succès mondial, entrant dans le top dix des classements en Belgique (Flandre), en Irlande, aux Pays-Bas, en Norvège, ainsi que le Royaume-Uni. Ce mois-ci, elle signe chez Warner Records. En février 2024, Dasha sort son deuxième album studio What Happens Now?. En avril 2024, elle interprète sa chanson Austin lors des CMT Music Awards 2024 à Austin (Texas). En août 2024, elle interprète Austin au Allsång på Skansen, en Suède.
Dasha est nommée dans la catégorie Révélation internationale de l'année aux NRJ Music Awards 2024.

## Discographie

### Single
- 2023 : Austin
- 2024 : Didn't I
- 2024 : Bye Bye Bye
- 2025 : Not At This Party

## Récompenses et nominations
| Année                 | Travail nommé | Catégorie                            | Résultat   |
| --------------------- | ------------- | ------------------------------------ | ---------- |
| NRJ Music Awards 2024 | Elle-même     | Révélation internationale de l'année | Nomination |